# Tarleton (coiffure militaire)

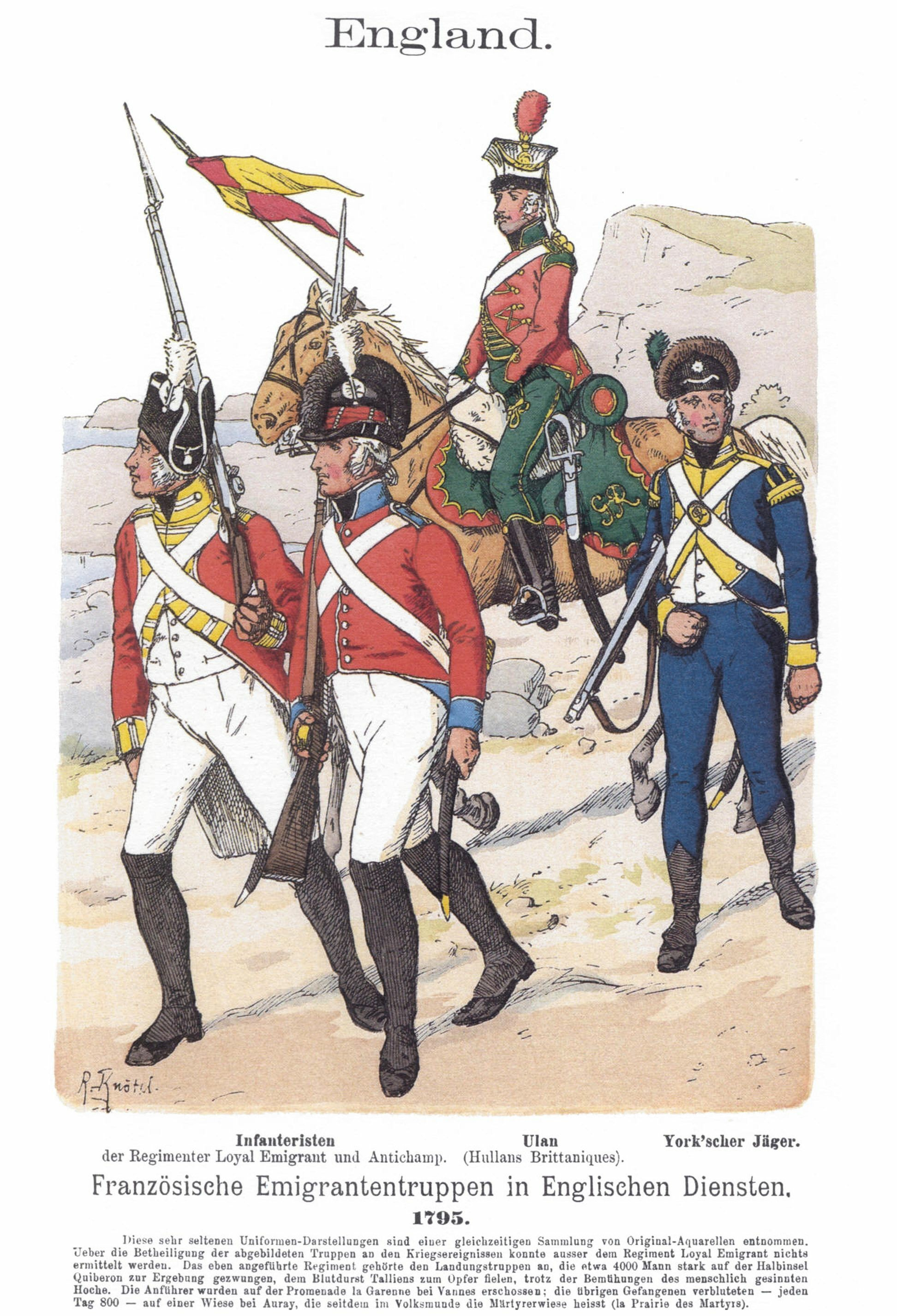
Soldats émigrés au service du Royaume-Uni. Le personnage à l'avant plan porte le Tarleton.

Le tarleton est une coiffure militaire britannique portée à la fin du XVIIIe siècle et au début du XIXe, pendant les guerres napoléoniennes notamment, par la cavalerie légère, certaines unités d'infanterie légère (1787) et la Royal Horse Artillery,.
Elle doit son nom au colonel Banastre Tarleton qui la fit adopter par la milice loyaliste (British Legion) qu'il commandait pendant la guerre d'indépendance des États-Unis. Elle fut par ailleurs adoptée par certaines unités de l'Armée continentale puis de la toute jeune « US Army ».
Il s'agit d'une sorte de bombe en cuir bouilli agrémentée d'une visière, d'une chenille (généralement en fourrure d'ours), d'un plumet et d'un bandeau en fourrure.
En 1788, l'infanterie française adopta un casque à chenille, censé remplacer le tricorne, très similaire au tarleton britannique. « Pour les parades, le casque s'ornait d'un plumet blanc dont le sommet était teinté de la couleur distinctive (du régiment-NdA) ».

Le colonel Tarleton en 1782 arborant la coiffure portant son nom
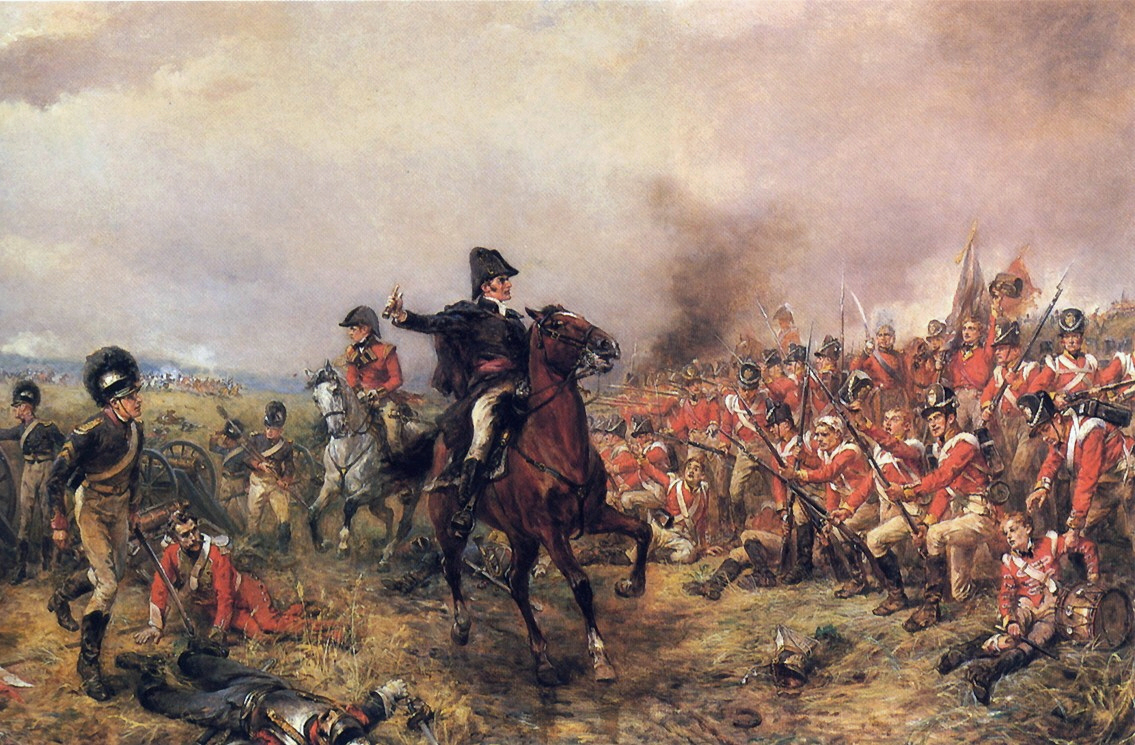
Wellington exhortant ses troupes à la bataille de Waterloo. À gauche, des soldats de la Royal Horse Artillery portant le tarleton.
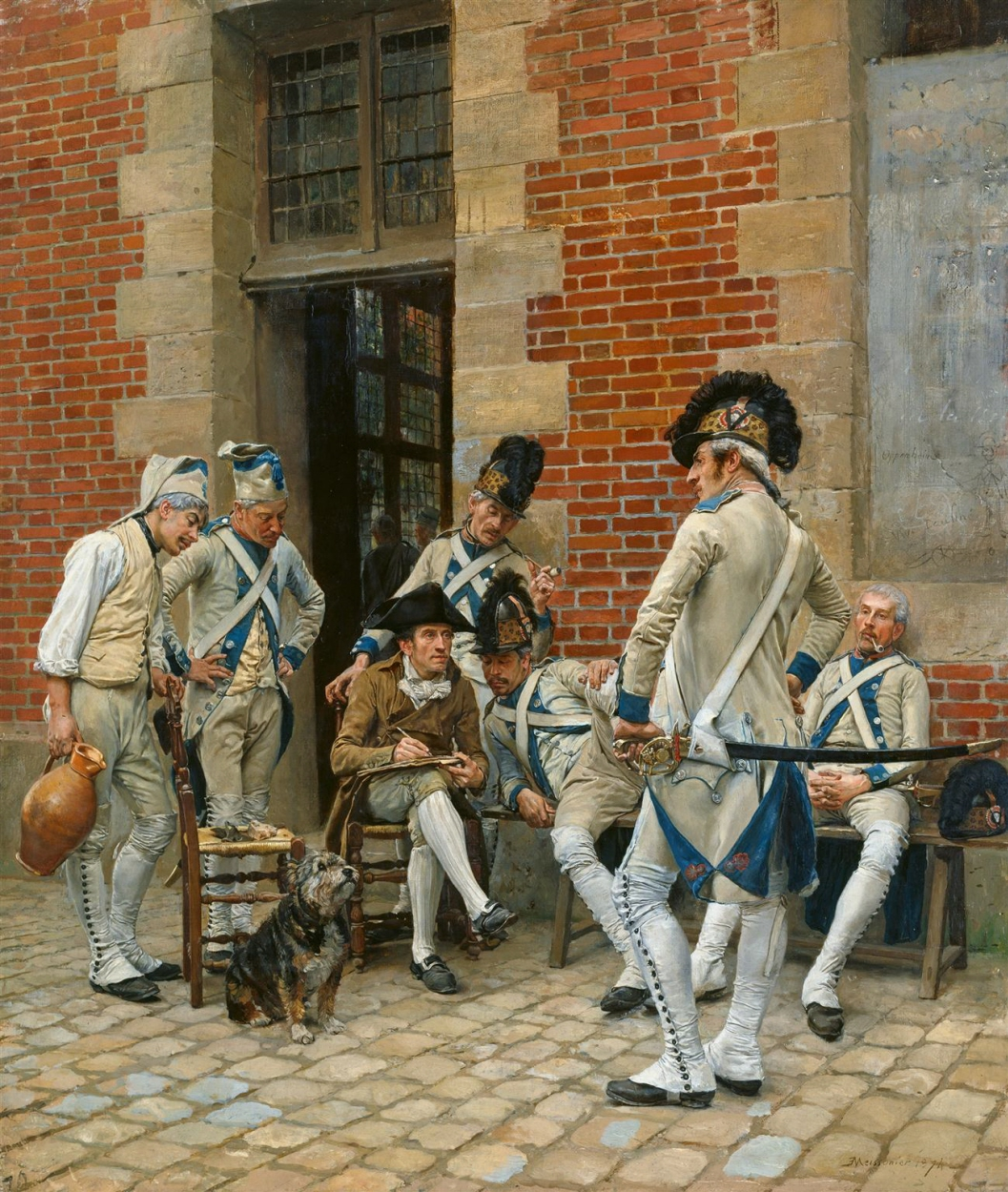
Soldats français portant le casque à chenille inspiré du tarleton d'après Ernest Meissonier.